# Сюкало Ганна Олександрівна
Ганна Олександрівна Сюкало (12 вересня 1976) — українська гандболістка, призер Олімпійських ігор.

## З життєпису
Виступала за київський «Спартак», клуби «Вац» (Угорщина, 2003–2004) і «Крім» (Словенія, 2004–2006). У складі національної збірної України вона стала срібним призером чемпіонату Європи (2000).
Олімпійську медаль вона виборола на афінській Олімпіаді в складі збірної України з гандболу.
У травні 2006 оголосила про завершення кар'єри.